# Buk (Polonia)
Buk (in tedesco dal 1943 al 1945 Buchenstadt) è un comune urbano-rurale polacco del distretto di Poznań, nel voivodato della Grande Polonia.
Ricopre una superficie di 90,32 km² e nel 2004 contava 11 828 abitanti.